# Aerovlak
Aerovlak ili Zračni vlak, vrsta je vlaka velike brzine, bez kotača, koji lebdi na zračnom jastuku.
Umjesto čeličnih kotača ima s podizne pločice za lebdenje, a konvencionalno željezničko postolje zamijenjeno je s asfaltiranom površinom, tj. vodilicom za levitaciju na zračnom jastuku (za razliku od vlakova koji koriste magnetnu levitaciju).
Koncept ima za cilj eliminirati otpor okretanja kotača, i omogućiti vrlo visoke performanse, dok također pojednostavljuje infrastrukturu potrebnu za postavljanje novih pruga. 
Prvi lebdeći vlak na zračnom jastuku razvio je Jean Bertin ranih 1960-ih u Francuskoj, gdje su se prodavali kao "Aérotrain", prije nego što je francuska vlada napustila projekt.

## Vanjske poveznice
- The Hovertrain
- History of hovertrains
- Definition of hovertrain
- British hyperloop, hovertrain and maglev trains.
- Aerovlak - Zračni vlak
- Aerovlak ili vlak na zračnom jastuku
- Definicija aerovlaka